# Зоминтос
Зоминтос (на гръцки: Ζώμινθος, също Ζόμινθος или Ζόμιθος) е археологичен обект от времето на минойската цивилизация, разположен на едноименното малко плато в северното подножие на планината Ида (наричана също Псилоритис) на остров Крит, Гърция. Зоминтос се намира на пътя от безспорно най-важния минойски град на Крит Кносос до Диктейската пещера, изпълнявала ролята на светилище, тъй като легендата я свързва с мястото, избрано от Рея да роди и скрие малкия Зевс. Зоминтос остава непокътнат и без човешка намеса цели 3500 г. преди да бъде открит, което позволява неговите останки да се запазят в много добро състояние.
Най-значимият археологичен обект на Зоминтос е разкритата през 1982 г. голяма двуетажна сграда с много елементи от дворцовата архитектура на минойците – находката е дело на екипа на археолога проф. Янис Сакералакис. Сградата е с необичайни размери и се намира на нетипична за минойските здания надморска височина от 1200 m. Тя разполага с два входа и има площ от 1500 m², което я прави най-голямата открита минойска сграда. Въпреки това все още е трудно да се определи броят на помещенията в нея, тъй като са изследвани само около 5% от сградата и разкопките продължават., но само на партерния етаж стаите са над 100, някои със стенописи с много високо качество. Сградата е много добре запазена като на места стените са съхранени до 3 m височина. Но дори и на този етап заключението на Сакералакис, направено през 2008 г., е, че дворецът е бил обитаван от много висш сановник, чийто статус дори по всяка вероятност го е нареждал веднага след царя. Според Сакералакис сградата е построена около 1900 г. пр.н.е., около 1600 г.пр.н.е. тя пострадва при силно земетресение, последвано от пожар, и след като престава да се използва около 1400 г.пр.н.е. минойците изграждат друга сграда на 300 m от тази. Около двореца е имало обширно селище с площ над 4 акра.
Сред откритите артефакти има костни и бронзови инструменти, вази, керамика, накити от полускъпоценни камъни. Открити са също останки от различни домашни животни – кози, говеда, овце, прасета, кучета, по-малко птици; от растенията – пшеница, ечемик, просо, различни бобови култури. Разкопките се провеждат под ръководството на проф. Сакералакис с изключение на времето между 2005 – 2007, когато се работи в сътрудничество с Университета на Хайделберг с ръководител на екипа проф. Диамантис Панагиотопулос. След смъртта на Сакералакис през 2010 г. работата продължава под ръководството на д-р Ели Сапуна-Сакералакис.